# Salimata et Taséré FC
El Salimata et Taséré FC, conocido como Salitas, es un equipo de fútbol de Burkina Faso que juega en la Primera División de Burkina Faso, la primera categoría de fútbol en el país.

## Historia
Fue fundado en el año 2015 en la capital Uagadugú y su nombre es por los padres del coronel Yacuba Ouedraogo, fundador del club, por lo que en el escudo del club aparecen dos palomas en alusión a sus padres. El club está basado en una escuela de formación de jugadores inspirada en los métodos utilizados por el ASEC Mimosas de Costa de Marfil.
El club llega a jugar en la Primera División de Burkina Faso por primera vez en la temporada 2017/18 luego de ganar el título de la segunda categoría. En su primera temporada en la primera división terminaron en noveno lugar, pero gana su primer título importante en ese año al vencer al ASF Bobo-Dioulasso en la final de la Copa de Burkina Faso con marcador de 2-0.
A nivel internacional participaron por primera vez en la Copa Confederación de la CAF 2018-19 donde llegaron a la fase de grupos.

## Palmarés
- Segunda División de Burkina Faso: 1

2016/17
- Copa de Burkina Faso: 1

2017/18

## Participación en competiciones de la CAF
| Temporada | Torneo                       | Ronda          | Club             | Casa | Visita | Global      |
| --------- | ---------------------------- | -------------- | ---------------- | ---- | ------ | ----------- |
| 2018/19   | Copa Confederación de la CAF | Preliminar     | Wakriya AC       | 2-0  | 1-3    | 3-3 (a)     |
| 2018/19   | Copa Confederación de la CAF | 1              | Al-Masry SC      | 0-0  | 2-0    | 2-0         |
| 2018/19   | Copa Confederación de la CAF | Playoff        | Al-Nasr Benghazi | 3-1  | 0-1    | 3-2         |
| 2018/19   | Copa Confederación de la CAF | Fase de grupos | CS Sfaxien       | 0-0  | 0-0    | 4.º lugar   |
| 2018/19   | Copa Confederación de la CAF | Fase de grupos | Étoile du Sahel  | 0-0  | 0-1    | 4.º lugar   |
| 2018/19   | Copa Confederación de la CAF | Fase de grupos | Enugu Rangers    | 1-1  | 0-2    | 4.º lugar   |
| 2019/20   | Copa Confederación de la CAF | 1              | ESAE             | 0-0  | 0-0    | 0-0 (2-3 p) |